# Free Will (опера)
Свободная воля (англ. Free Will) — опера, впервые в истории оперного искусства созданная в интернете более, чем четырьмястами участниками международного проекта Opera by You.
Мировая премьера оперы состоялась 21 июля 2012 года на международном оперном фестивале в Савонлинна. В состав постановочной группы, руководившей работой проекта Opera by You, вошли либреттист Ийда Хямеен-Анттила, композитор Маркус Фагерудд, сценограф и художник по свету Самули Лайне, художник по костюмам Эсси Пало, режиссёр Ере Эрккиля, продюсер Юкка Похьолайнен и проект-менеджер Пяйви Салми.

## История создания
Впервые идея создать оперу общими усилиями появилась весной 2010 г. и привлекла внимание сотен добровольцев, желающих принять участие в сочинении партитур, написании либретто, разработке костюмов и декораций. Интернет-сообщество Opera by You объединило 420 участников из более чем 30 стран мира.
Партитура и либретто создавались сообществом отдельно для каждой сцены, причём активно использовался процесс голосования.
С 19 июня 2012 года каждый желающий имел возможность через Интернет наблюдать за ходом репетиций оперы и присылать свои предложения режиссёру.

## Сюжет
Сюжет оперы, сочинённый итальянцем Грациано Галло, был выбран сообществом Opera by You из 70 предложенных вариантов и представляет собой историю борьбы Добра со Злом, случившуюся в 2012 году. При виде непрекращающихся бедствий и страданий на Земле у Бога закончилось терпение, и он призывает к себе ангелов. Решено вернуть на Землю покойных гениев, дабы поправить положение дел, помочь людям. Опера насыщена политикой и затрагивает актуальные темы, включая финансовый кризис и эпическую битву между Добром и Злом. Воскрешенные Жанна д’Арк, Моцарт и Оскар Уайльд получают в помощники ангелов. Им следует совершить переворот в науке и искусстве, восстановить мир на Земле. Против них выступают великаны под предводительством Люцифера как женского начала.